# Voss
 Denne artikel omhandler en norsk kommune. Opslagsordet har også en anden betydning, se Voss (flertydig).
Voss eller Voss herad er en kommune i Vestland fylke i Norge. I nord grænser den til Vik, i øst til Aurland og Ulvik, og Kvam og i vest til Vaksdal. Bergensbanen går gennem kommunen, og Voss station ligger i kommunens centrum, Vossevangen.
1. januar 2020 blev Voss kommune og Granvin herad slået sammen med navnet Voss eller officielt Voss herad.
Folk fra Voss kaldes vesser.
På norrønt hed Voss Vors. Stednavnet stammer tilbage fra perioden mellem år 200 og 600, og var allerede i vikingetiden så gammelt, at betydningen var glemt. Nogen knytter det til Vosso-elven, andre til højder i landskabet. I landnamstiden tog udvandrende vesser navnet med til Island; i Landnámabók nævnes ti af dem, og der findes mindst fem Voss-gårde på Island. Om landnamsmanden Torvid Ulvsson står der, at han "drog fra Voss til Island, og Loft, hans frænde, gav ham land på Breidamyr, og han boede på Vossabø." 
I Voss ligger Bømoen, en norsk militærlejr, som i de senere år har været vintertræningscenter for NATO-allierede.
Voss fjellheisar er et populært skiliftanlæg, beliggende nord for Voss centrum. Det er Hordalands største skisportsanlæg.
Myrkdalen Fjellheisar er en voksende konkurrent, og skimulighederne er store på Voss.
- Billede af Voss taget fra Bordalen
- En dal i Voss kommune, marts 2005

## Personer fra Voss
- Brynjel Andersen Gjerager († 1838), politiker, eidsvollsmand
- Brynjulf Bergslien († 1898)
- Per Sivle († 1904), forfatter
- Knud Bergslien († 1908), kunstmaler
- Knute Nelson († 1923), politiker, guvernør og senator for Minnesota i USA, født i Evanger
- Nils Bergslien († 1924), kunstmaler
- Sjur Lindebrække († 1998), politiker[4]
- Knute Rockne († 1931)
- Bergfrid Fjose († 2004), stortingsrepræsentant, socialminister, født i Ullensvang
- Lars Leiro († 2005), stortingsmand, regeringsmedlem, født i Haus
- Jon Lilletun († 2006), stortingsmand, født i Vossestrand
- Konrad B. Knutsen († 2012), politiker [5][6]
- Svein Blindheim, modstandsmand († 2013)[7]
- Nils T. Bjørke (1959-), bonde, leder av Norges Bondelag
- Hilde M. Lydvo (1970-), stortingsrepræsentant
- Heiki Holmås (1972-), stortingsmand